# Blaton
Blaton és un antic municipi de Bèlgica, a la província d'Hainaut de la Regió valona que el 1977 va integrar-se a la municipi de Bernissart. L'historiador local Louis Sarot parla de la petita Venècia de l'Hainaut per què en creuar-s'hi els canals Nimy-Blaton-Péronnes i Blaton-Ath creen un paisatge interessant, aficionat pels turistes, els navegants de plaer i els pescadors.
Es van trobar traces d'habitació molt ancianes. A l'edat mitjana Blaton feia part del Comtat de Valenciennes. A Blaton tingueren lloc entre el 23 i 27 de setembre de 1792 els primers afrontaments antecedents de la batalla de Jemappes. Després del Congrés de Viena passà al Regne Unit dels Països Baixos i el 1830 esdevinguda belga.
El terra no és gaire fèrtil, però nogensmenys l'agricultura va ser l'activitat econòmica principal durant segles. Les pedreres van ser la primera activitat industrial, seguides vers el segle xviii es van explotar mines de carbó, de calç i fàbriques de teules. Al segle xix van afegir-se fàbriques de tèxtil i drassanes atretes per la posició interessant a la cruïlla de canals. Després de la segona guerra mundial va començar l'ocàs de la indústria pesant i Blaton tornà al seu paper agricultural i esdevingué un petit centre de serveis comercials.
És l'únic poble de Valònia que té una església catòlica dedicada a Tots Sants.

## Galeria

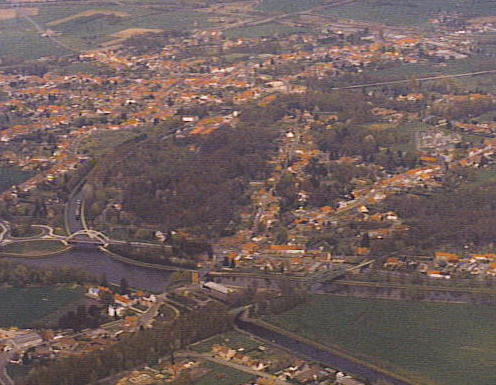
L'aiguabarreig dels canals
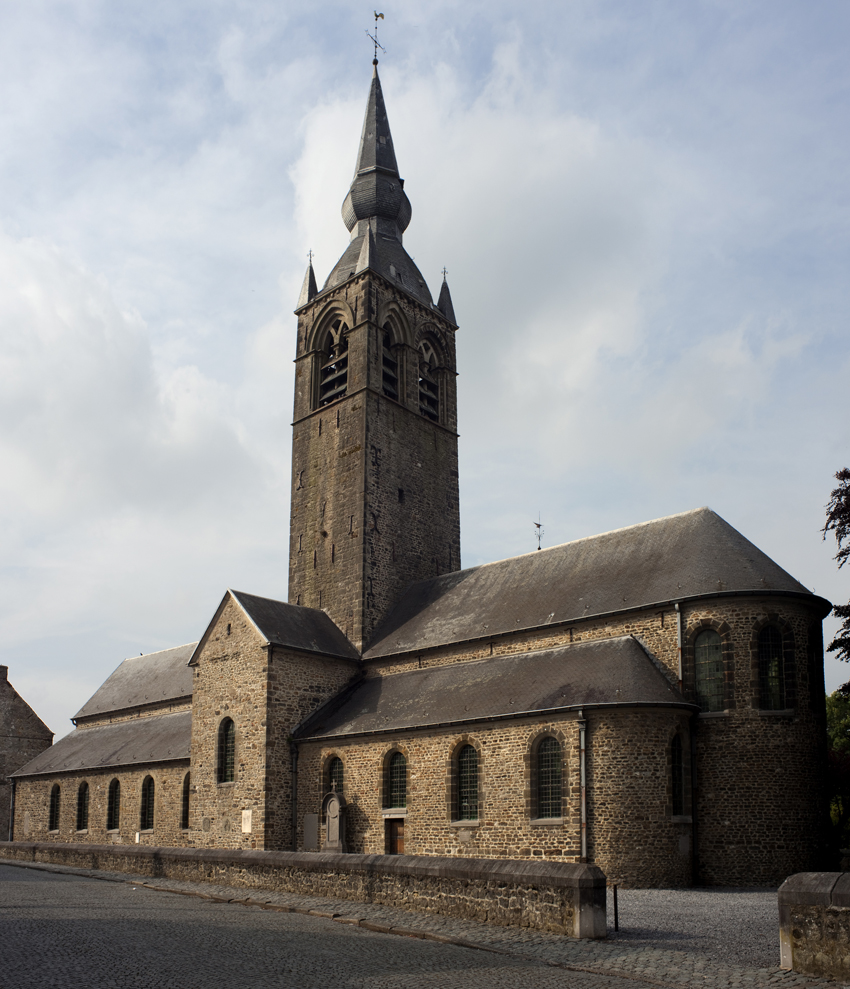
Església de Tots Sants
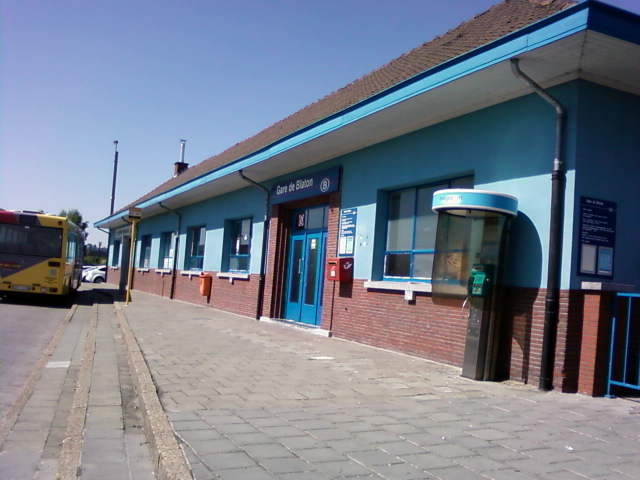
Estació NMBS
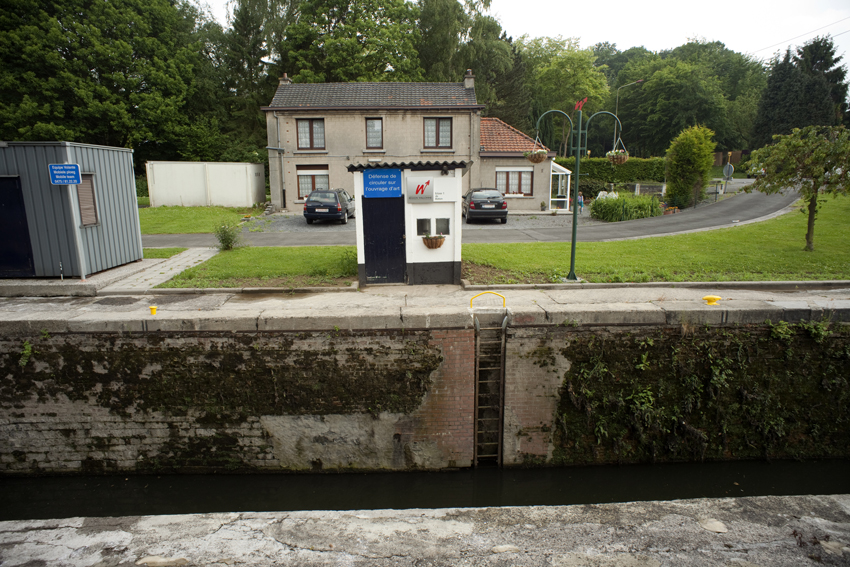
Resclosa